# Síndrome de Gilbert
La síndrome de Gilbert és un trastorn el metabolisme hepàtic a que es manifesta per hiperbilirubinèmia (nivells elevats de bilirubina no conjugada o indirecta en la sang) intermitent provocada per una deficiència parcial de l'enzim glucuroniltransferasa. En general no presenta símptomes, encara que pot aparèixer una lleu icterícia en condicions d'esforç excessiu, estrès, insomni, dejuni, infeccions o després de la ingesta d'alguns medicaments com el paracetamol, ja que la concentració de bilirubina en la sang augmenta en aquestes situacions. En general, no sol requerir tractament, ja que és un trastorn benigne que no ocasiona complicacions ni afecta l'esperança de vida.

## Història
La síndrome s'associa a la deficiència en l'enzim glucuroniltransferasa, descrita per primera vegada pel gastroenteròleg francès Augustin Nicolas Gilbert i Pierre Lereboullet l'any 1901.

## Epidemiologia
Afecta al voltant del 1 % de la població, encara que en alguns grups la seva freqüència és més alta. Sol diagnosticar-se en els adolescents o els adults joves, generalment entre els 20 i 30 anys, quan es realitzen unes anàlisis de sang rutinàries i apareix un nivell de bilirubina en sang moderadament elevat.
També s'han descobert diferències ínter i intrapoblacionals, per exemple el percentatge d'afectats en la població espanyola és més elevat en persones amb ascendència extremenya.

## Etiologia i patogènia
Està provocat per la disminució de la capacitat de captació de bilirubina indirecta o no conjugada per l'hepatòcit (cèl·lula hepàtica). La bilirubina sorgeix de la degradació de l'hemoglobina dels glòbuls vermells. Aquests en destruir-se alliberen l'hemoglobina que és metabolitzada a dues molècules: el grup hemo i el grup globina; el grup hemo es transforma en biliverdina i aquesta en bilirubina a la qual se li diu "no conjugada" o indirecta. En passar pel fetge, aquesta bilirubina reacciona amb àcid glucurònic, transformant-se en bilirubina "conjugada" o directa, que la fa hidrosoluble i que pugui ser excretada per la bilis.
L'enzim que conjuga la bilirubina es diu uridinadifosfat glucuroniltransferasa (UGT) i la seva producció es regula per un gen que pot tenir una mutació a la regió promotora, la qual cosa provoca una menor producció d'aquest enzim. La UGT es troba reduïda en la Síndrome de Gilbert a un 30 % del valor normal, segons anàlisis de mostres obtingudes per biòpsia hepàtica.
La síndrome de Gilbert és hereditària i s'han suggerit patrons d'herència tant autosòmica dominant com autosòmica recessiva. En la majoria de les poblacions, el defecte genètic consisteix en la inserció d'un parell de bases extres en el promotor (TATA box) del gen que codifica l'enzim UGT, localitzat en el cromosoma 2, sense presentar mutació en la seqüència de la regió codificant.

## Quadre clínic
La principal símptoma és l'aparició d'icterícia (coloració groguenca de la pell), sobretot en èpoques de molt estrès, esforços, dejunis perllongats o malalties infeccioses com la grip.
Els enzims defectuosos en la síndrome de Gilbert afecten altres funcions del fetge per a la desintoxicació de certes substàncies, entre elles alguns fàrmacs. Encara que el paracetamol no és metabolitzat per UGT1A1, sí que és metabolitzat per un dels altres enzims també deficients en algunes persones amb la síndrome de Gilbert. Un subconjunt de persones amb la síndrome de Gilbert podria tenir un risc incrementat de toxicitat per paracetamol.
Algunes persones afirmen patir símptomes difusos relacionats amb la síndrome de Gilbert, però en estudis científics realitzats en adults no s'han trobat evidències clares que demostri la seva existència, per la qual cosa aquests símptomes podrien ser en alguns casos manifestacions d'altres patiments de l'individu i ser erròniament atribuïts a la síndrome de Gilbert. Això ha portat a certa discussió sobre si s'hauria de classificar realment la síndrome de Gilbert com a malaltia o com una variant de la normalitat.

## Diagnòstic
La Síndrome de Gilbert és una afecció benigna que se sol detectar després de realitzar una anàlisi de sang. El més característic és que la bilirubina total està augmentada a costa de la bilirubina no conjugada o indirecta, però la bilirubina conjugada o directa està en nivells pràcticament normals. Les xifres de bilirubina total es troba generalment entre 2 i 4 mg/dl, en comptades ocasions supera els 5 mg/dl. El valor normal és 1 mg/dl.
Els altres estudis, incloent anàlisis hepàtiques com transaminasas (GOT i GPT), fosfatasa alcalina (FA) i gamma-glutamiltranspeptidasa (GGT), albúmina i temps de protrombina estan dins dels valors normals. També són normals les proves d'imatge com a ecografia, tomografia axial computerizada i ressonància magnètica nuclear en les quals es comprova la inexistència de lesió hepàtica. Altres estudis com l'hemograma són també normals. En estranys casos en els quals existeixin dubtes diagnòstics, o se sospiti una altra malaltia associada, es recomana una biòpsia hepàtica els resultats de la qual són totalment normals en aquesta malaltia.

## Tractament
La síndrome de Gilbert no necessita cap mena de tractament, ja que es tracta d'un trastron de caràcter benigne que no té cap repercussió sobre la qualitat de vida de qui la presenta. D'altra banda, en no existir complicacions degudes a la síndrome de Gilbert, no existeix necessitat alguna realitzar una dieta especial diferent a la recomanada a la resta de la població ni tampoc cal reduir l'exercici físic. En canvi s'ha comprovat que existeix un risc augmentat d'efectes secundaris hepàtics associat a l'ús de certs medicaments com el paracetamol, especialment si s'utilitzen dosis elevades.

## Diagnòstic diferencial
La síndrome de Gilbert ha de ser diferenciada d'altres malalties amb les quals guarda certa similitud i també provoquen elevació dels nivells de bilirubina en sang. Entre elles són destacables les següents:
- Síndrome de Crigler-Najjar. És una malaltia en la que existeix una deficiència severa de l'enzim glucuroniltransferasa. És molt poc freqüent, entre 0.6 i 1 cas per milió d'habitants. Les xifres de bilirubina indirecta són elevades, però en un rang molt superior a la síndrome de Gilbert, oscil·lant entre 6 i 45 mg/dl.[22]
- Síndrome de Dubin-Johnson. Es tracta d'un trastorn benigne d'origen genètic en el qual existeix elevació de les xifres de bilirubina en sang, però a costa de la fracció conjugada o directa.[23]
- Síndrome de Rotor. La bilirubina està elevada, aconseguint uns nivells similars als de la síndrome de Gilbert, però a costa de la fracció directa. Es tracta d'un procés benigne en el qual no existeix dèficit de glucuroniltransferasa.[24]
- Anèmia hemolítica. Es caracteritza per la destrucció massiva de glòbuls vermells, la metabolización de l'hemoglobina continguda en els glòbuls vermells dona lloc a nivells elevats de bilirubina. En l'hemograma existeix anèmia, dada que no apareixen en la síndrome de Gilbert.

## Pronòstic
La icterícia pot aparèixer i desaparèixer al llarg de la vida dels pacients, no sol causar problemes de salut. El pronòstic és molt bo i no és necessari una vegada establert el diagnòstic realitzar cap mena de seguiment mèdic, tret que existeixin altres malalties associades. L'esperança de vida és normal.
Diverses anàlisis han trobat una disminució significativa del risc de malaltia coronària (CAD) en individus amb Síndrome de Gilbert.

### Complicacions
Generalment no es presenten complicacions.

### Interaccions dels medicaments en la Síndrome de Gilbert
L'ús de principis actius pels quals la glucuronidació constitueix la principal via de biotransformació comporta un potencial risc toxicològic en els qui pateixen la síndrome de Gilbert.
- El paracetamol, haurien de ser administrats a unes dosis més baixes que a la resta de la població.
- Els tractats amb irinotecan, el qual és metabolitzat per UGT1A1, presenten amb més freqüència efectes secundaris com a diarrea severa i neutropènia.[26]
- En un grup de pacients amb Síndrome de Gilbert tractats amb l'antibiòtic josamicina, s'ha observat acumulació del fàrmac després de l'administració de dosis repetides.[27]